# Garvin (Oklahoma)
Garvin es un pueblo ubicado en el condado de McCurtain en el estado estadounidense de Oklahoma. En el año 2010 tenía una población de 256 habitantes y una densidad poblacional de 320 personas por km².

## Geografía
Garvin se encuentra ubicado en las coordenadas 33°57′18″N 94°56′29″O / 33.95500, -94.94139 (33.954888, -94.941513).

## Demografía
Según la Oficina del Censo en 2000 los ingresos medios por hogar en la localidad eran de $29,375 y los ingresos medios por familia eran $30,833. Los hombres tenían unos ingresos medios de $23,125 frente a los $19,375 para las mujeres. La renta per cápita para la localidad era de $11,633. Alrededor del 10.0% de la población estaban por debajo del umbral de pobreza.